# Joanna Broniewska-Kozicka

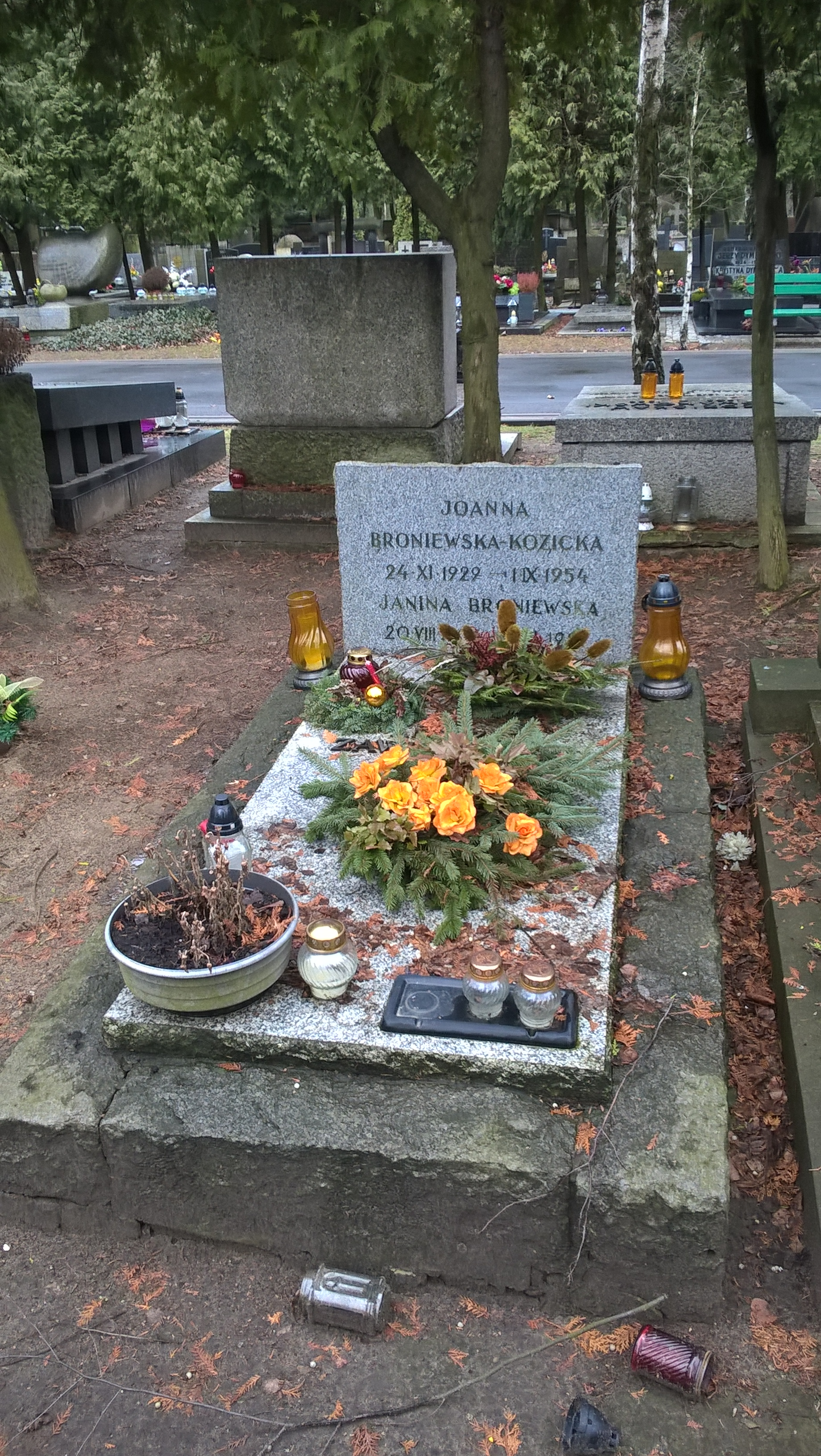
Grób Joanny Broniewskiej-Kozickiej i jej matki na Cmentarzu Wojskowym na Powązkach (2016)

Joanna Broniewska-Kozicka (Anka Broniewska; ur. 24 listopada 1929 w Kaliszu, zm. 1 września 1954 w Warszawie) – polska reżyserka filmów dokumentalnych, córka poety Władysława Broniewskiego, który poświęcił jej dużą część swojej twórczości. Używała nazwiska Joanna Kozicka.

## Życiorys
Córka Władysława i Janiny Broniewskich, zwana Anką. Do wybuchu wojny mieszkała w Warszawie. Małżeństwo jej rodziców rozpadło się w 1938 roku. Po agresji ZSRR na Polskę znalazła się wraz z matką na terenach okupacji sowieckiej. Po ataku III Rzeszy na ZSRR zostały ewakuowane w głąb ZSRR do sowchozu, później mieszkały w Kujbyszewie i Moskwie. Z tego okresu zachowała się korespondencja Anki z ojcem, który w ZSRR został uwięziony za „polski nacjonalizm”, a po uwolnieniu wyruszył z Armią Andersa na Bliski Wschód i starał się – mimo dzielącej ich odległości – nie stracić relacji z córką.
Po powrocie do Polski 16-letnia Broniewska skończyła w Łodzi X Liceum Ogólnokształcące im. Marii Konopnickiej i zaczęła w Warszawie studia na Wydziale Humanistycznym uniwersytetu (historia sztuki i socjologia) oraz na Wydziale Dziennikarstwa. W czasie praktyki w redakcji tygodnika Po Prostu poznała swego przyszłego męża, dziennikarza Stefana Kozickiego. Ślub wzięli w grudniu 1947. Latem 1948 Broniewska-Kozicka wraz z mężem przeniosła się do Łodzi, gdzie rozpoczęła pracę jako asystentka reżysera przy filmie Dom na pustkowiu i jednocześnie studiowała socjologię na Uniwersytecie Łódzkim. Jesienią 1948 urodziła córkę Ewę, kontynuowała pracę przy filmie oraz trzeci rok socjologii. Studia socjologiczne i dziennikarskie wkrótce przerwała. Po uzyskaniu stypendium państwowego, w październiku 1949 wyjechała do Paryża, gdzie zdała egzaminy na drugi rok Wydziału Realizatorskiego Instytutu Filmowego I.D.H.E.C.
Po nauce we Francji, w styczniu 1951 roku wróciła do Polski i obroniła pracę dyplomową w Państwowej Wyższej Szkole Filmowej w Łodzi przedstawiając jako film dyplomowy Komunę Paryską, do którego materiały zebrała za granicą. Została samodzielnym reżyserem w Wytwórni Filmów Dokumentalnych w Warszawie. Latem tego samego roku była asystentką reżysera filmów dokumentalnych Jorisa Ivensa przy realizacji filmu o Światowym Festiwalu Młodzieży i Studentów w Berlinie. W roku 1952 nakręciła w WFD film Pałac Młodzieży, a w 1953 kolejny dokument Brygada zaczyna szturm (o budowie Elektrowni Jaworzno).
W tymże 1953 roku zaczęła zbierać dokumentację do filmu Wisła. Współautorem scenariusza (autorem poetyckiego komentarza) był jej ojciec Władysław Broniewski. Wspólnie objeżdżali kraj. W roku 1954 realizację filmu (po zakończeniu zdjęć w Kazimierzu nad Wisłą) przerwała jej tragiczna śmierć w wyniku zatrucia gazem.
Po jej śmierci Władysław Broniewski napisał cykl siedemnastu wierszy Anka, który krytycy literaccy nazwali współczesnymi Trenami.
Joanna Broniewska-Kozicka została pochowana na Cmentarzu Wojskowym na Powązkach (kw. 2A-13-12).

## Realizacje
- 1951: Komuna Paryska
- 1952: W pałacu młodzieży
- 1953: Brygada zaczyna szturm
- 1954: Wisła (nieukończony)